# Adam Suzin
Adam Suzin, ps. Adam S. (ur. 1800 w Zaleszanach, zm. 12 grudnia 1879 w Warszawie) – członek Towarzystwa Filaretów, zesłaniec syberyjski. Jego postać pojawia się w Akcie I Scenie I Części III Dziadów Adama Mickiewicza. Takie samo imię i nazwisko posiada jeden z bohaterów powieści Lalka Bolesława Prusa, rosyjski kupiec i wspólnik Stanisława Wokulskiego.

## Życiorys

### Młodość
Przyszedł na świat w 1800 w Zaleszanach na Kulinowszczyźnie, w spauperyzowanej rodzinie szlacheckiej Dominika Suzina h. Pierzchała (Roch III) – właściciela Zaleszan, kapitana artylerii w Regimencie Pieszym 2. Buławy Wielkiej Litewskiej, adiutanta Stanisława Augusta Poniatowskiego w Grodnie, sędziego grodzkiego powiatu kobryńskiego, oraz Eulalii z Rosenbaumów. Miał pięcioro rodzeństwa, cztery siostry i brata Michała. Pierwsze nauki pobierał na pensji Szymona Zaleskiego, następnie w 1815 wstąpił do gimnazjum w Świsłoczy, nawiązując w nim znajomość m.in. z Janem Jankowskim. Cztery lata później zaczął studia na Wydziale Fizyczno-Matematycznym Uniwersytetu Wileńskiego, gdzie w 1820 dołączył do Towarzystwa Filaretów; 26 czerwca tego roku został członkiem matematyczno-fizycznego „Grona Zielonego”, wkrótce zaś podjął obowiązki sekretarza tegoż kółka. Omawiając rozprawę „Polak do współrodaków z okazji przywróconego Królestwa Polskiego” Piotra Bogorskiego na jednym ze spotkań filaretów, z dużą dozą pesymizmu odniósł się do tematu niezależności Królestwa Polskiego. Oprócz „Grona Zielonego”, brał również udział w zebraniach „Filadelfistów Błękitnych”, radykalniejszego odłamu stowarzyszenia, do którego w styczniu 1821 zaangażował Jankowskiego. W latach 1821–1822 był guwernerem dzieci Michała Kleofasa Ogińskiego w Mohilnie. W 1823 został magistrem filozofii Uniwersytetu Wileńskiego. W drugim tomie „Dziennika Wileńskiego” z 1823 pojawił się jego artykuł pt. „Hipoteza Newtona o świetle i ciężkości”.

### Zsyłka na Syberię
We wrześniu 1823 władze carskie zleciły przeprowadzenie przeszukania w jego mieszkaniu, po czym Suzin został zatrzymany i przewieziony do dawnego klasztoru Bazylianów. W dniach 19 i 20 września był przesłuchiwany, nie przyznając się do zarzucanych mu czynów. Swoje zeznania podtrzymał 17 i 18 listopada (3 listopada Jankowski podał personalia filaretów). 24 stycznia 1824 ugiął się i potwierdził, że należał do Towarzystwa Filaretów, mimo to  konsekwentnie odmawiał ujawnienia nazwisk członków stowarzyszenia oraz jego struktury i sposobu działania. Komisja śledcza postawiła mu najcięższe zarzuty, podobnie jak Tomaszowi Zanowi i Janowi Czeczotowi, wrogiej postawy wobec państwa oraz uniemożliwiła opuszczenie aresztu za poręczeniem. 19 sierpnia zapadł wyrok, potwierdzony przez Aleksandra I (28 sierpnia), na mocy którego Suzin oraz dwaj wspomniani skazani otrzymali karę sześciu miesięcy pobytu w twierdzy w głębi Rosji, później zaś nakaz zamieszkania na Syberii. W październiku oskarżonych odwiedził Adam Mickiewicz, który został uwolniony w marcu tego roku. Prawdopodobnie w czasie tej wizyty poeta dał wyraz swojemu zachwytowi nad nieprzejednaną postawą Suzina, deklamując improwizację „Do Adama Suzina”.
Wywózka Suzina, Czeczota i Zana kibitką z Wilna do Orenburga trwała od 22 października 1824 do 3 stycznia 1825, po czym odbyli półroczną karę w twierdzy Kizył. Następnie, wraz z Zanem (Czeczot został wysłany do Ufy), osiedlili się w Orsku. Przyjął tam posadę urzędnika niedaleko Orenburga, ponadto uczył dzieci komendanta twierdzy, pułkownika Isajewa. Nawiązał bliskie relacje z Janem Witkiewiczem, zesłanym na Sybir w marcu 1824. W marcu 1829 Suzin i Zan otrzymali polecenie wyjazdu do Orenburga. W trakcie pracy w Komisji Pogranicznej zajmowali się badaniami obyczajów ludności zamieszkującej tereny na południe i wschód od Uralu, przede wszystkim Kirgizów. Z biegiem czasu Suzin zyskał szacunek w ich oczach, co wyraziło się w pełnieniu roli sędziego polubownego i rozsądzania sporów międzyplemiennych. Zajmował się również kolekcjonowanej okazów flory eksplorowanych przez siebie ziem, które wzbogaciły później zbiory, powołanego do życia przez Zana, Muzeum Przyrodniczego w Orenburgu. Suzin uczył też języka francuskiego, jak również wspólnie z Janem Karolem Chodkiewiczem dokonał przekładu „O Niemczech” Germaine de Staël. Nie zdołał ukończyć tłumaczeń dzieł Jacques-Henri Bernardin de Saint-Pierre’a i Honoré de Balzac’a.
27 grudnia 1832  została mu przydzielona XIV ranga urzędnicza, chociaż wcześniej sprzyjający Polakom hrabia Paweł Suchtelen, generał gubernator Oranburga, czynił starania o nadanie Suzinowi X rangi ze względu na zdobyty przez zesłańca tytuł naukowy. Mikołaj I nie przyjął prośby, ponieważ zawierała ona błędy formalne. W październiku 1833 Suzin trafił do aresztu za rzekomą współpracę w tzw. spisku orenburskim, lecz w wyniku niedopatrzenia się przez komisję śledczą (kierował nią następca Suchtelna Wasilij Perowskij – również przyjaciel polskich zesłańców) winy oskarżonych, wszyscy zostali wypuszczeni na wolność. W 1834 Suzin otrzymał X rangę urzędniczą, o której przyznanie zabiegał Perowskij. Aby podreperować zdrowie, odbył podróż po stepach kazachskich, podczas której kilka razy był goszczony przez sułtana kazachskiego Baj–Muchameda. W latach 1834–1835 brał udział w szeregu badań w Kraju Orenburskim. Z upoważnienia Komisji Pogranicznej analizował tę krainę pod kątem obecności surowców mineralnych i budowy geologicznej, jak również, spełniając prośbę E. Hoffmana – profesora Uniwersytetu w Dorpacie, wraz z Zanem dokonali w niej obserwacji klimatologicznych i meteorologicznych.

### Powrót na ziemie polskie
Po wyjednaniu urlopu przez Perowskiego w połowie 1835, Suzin skierował swe kroki ku stronom rodzinnym. W 1837 otrzymał pozwolenie stałego zamieszkania w Kobryniu, gdzie zajmował się chorym ojcem. Na początku 1838 zaczął pracę jako guwerner Bolesława, przyrodniego brata J.K. Chodkiewicza, ponadto czuwał nad domowym archiwum rodu. W połowie tego roku został zatrzymany w związku z jego domniemanym udziałem w spisku Szymona Konarskiego. Początkowo przebywał w więzieniu w Kijowie, następnie zaś w Wilnie. W pisemnym zeznaniu przedłożonym 7 września nie przyznał się do zarzuconych mu czynów. Zgodnie z wyrokiem, który został potwierdzony przez Mikołaja I 19 lutego 1839, Suzina przetransportowano do Zaleszan, gdzie znalazł się pod ścisłym dozorem policyjnym. Gdy jego ojciec zmarł, zapewne powierzył dwóm starszym siostrom odziedziczone Zaleszany w dożywotnie użytkowanie.
W 1841 powrócił do Wilna, gdzie nawiązał kontakt z Zanem, a rok później poślubił Karolinę z Odynców (zm. 1893). Wkrótce zaczął administrować dobrami ziemskimi feldmarszałka księcia Ludwika Wittgensteina położonymi na Litwie i Białorusi, opiekując się nimi przeszło dwadzieścia lat. Następnie przybył z Karoliną do Warszawy i wprowadzili się do córki Michaliny (ok. 1847–1913). Na łamach dwutygodnika „Kronika Rodzinna” w latach 1870–1871 została wydrukowana jego relacja „Wycieczka w stepy kirgiskie odbyta w 1834 roku”. W ostatnich latach życia zmagał się postępującą utratą wzroku.
Zmarł w Warszawie, pochowany na cmentarzu Powązkowskim (kwatera 161-5-14).